# Lijst van burgemeesters van Oud-Beijerland
Dit is een lijst van burgemeesters van de voormalige Nederlandse gemeente Oud-Beijerland in de provincie Zuid-Holland.
| Ambtsperiode  | Naam burgemeester | Partij of stroming | Bijzonderheden                                                               |
| ------------- | --- | ------------------ | ---------------------------------------------------------------------------- |
| 18?? - 18??   | ? |                    |                                                                              |
| 18?? - 1834?  | A.A. v.d. Geer |                    |                                                                              |
| 1834? - 1844? | Kornelise Boogaard |                    |                                                                              |
| 1844? - 1852  | J. Verhagen Jzn. |                    |                                                                              |
| 1852 - 1877   | Adrianus Vogelsang (ca.1807-1877)                                                                                         |                    | tevens burgemeester van Heinenoord (1828-1877) en Goidschalxoord (1851-1855) |
| 1877 - 1889   | Pieter Hendrik Crans |                    |                                                                              |
| 1889 - 1893   | A. van Baak |                    |                                                                              |
| 1893 - 1907   | A. van Lith |                    |                                                                              |
| 1908 - 1938   | A.C. de Vries Broekman |                    |                                                                              |
| 1938 - 1948   | J.C. Diepenhorst | ARP                | met onderbreking tijdens Tweede Wereldoorlog                                 |
| 1945          | A. Roodzant | NSB                | tevens burgemeester van Heinenoord                                           |
| 1949 - 1966   | Sander (S.) Hammer Vanaf eind 1964 was N. van de Brugge (burgemeester van Giessenburg) enige tijd waarnemend burgemeester | ARP                | Voorheen o.a. burgemeester van Nieuw-Beijerland                              |
| 1966 - 1975   | Jan (J.) Aantjes | ARP                | Voorheen burgemeester van Brakel                                             |
| 1976 - 1980   | Klaas (K.D.) Dorsman | PvdA               |                                                                              |
| 1980 - 1983   | drs. Ed (E.J.) van Tellingen                                                                                              | PvdA               |                                                                              |

Nieuw gevormde gemeente Oud-Beijerland per 1 januari 1984
| Ambtsperiode | Naam burgemeester                          | Partij of stroming | Bijzonderheden |
| ------------ | ------------------------------------------ | ------------------ | -------------- |
| 1984 - 1989  | drs. Ed (E.J.) van Tellingen               | PvdA               |                |
| 1989 - 1996  | drs. Chris (C.) Leeuwe                     | PvdA               |                |
| 1996 - 2005  | drs. Bart (B.B.M.) van der Hart            | PvdA               |                |
| 2005 - 2006  | Tineke (T.) Netelenbos                     | PvdA               | Waarnemend     |
| 2006 - 2007  | Anja (A.) Latenstein van Voorst-Wolderingh | VVD                | Waarnemend     |
| 2007 - 2016  | Klaas (K.) Tigelaar                        | ChristenUnie       |                |
| 2016 - 2018  | Jon (J.H.M.) Hermans-Vloedbeld             | VVD                | Waarnemend     |